# Sylvietta ruficapilla
Sylvietta ruficapilla е вид птица от семейство Macrosphenidae.

## Разпространение
Видът е разпространен в Ангола, Габон, Замбия, Демократична република Конго, Република Конго, Малави, Мозамбик и Танзания.